# Jason Jung
Jason Jung (Standaardmandarijn: 莊吉生, hanyu pinyin: Zhuāng Jíshēng) (Torrance, 15 juni 1989) is een Amerikaans tennisser van Taiwanese afkomst. Sinds 2015 komt hij uit voor Chinees Taipei. Hij stond viermaal in de finale van een ATP-toernooi in het enkelspel, waarvan hij er één won. Hij won één keer een ATP Challenger-toernooi in het dubbelspel. Hij heeft drie challengers in het enkelspel op zijn naam staan. Jung speelde zijn eerste wedstrijd op grandslamniveau op Wimbledon 2018. Als lucky loser verloor hij in de eerste ronde in drie sets van de Fransman Benoît Paire.

## Palmares

### Palmares enkelspel
| Legenda                       | Legenda               |
| ----------------------------- | --------------------- |
| Grand Slam                    |                       |
| Olympische Spelen             |                       |
| tot 2009                      | vanaf 2009            |
| Tennis Masters Cup            | ATP Finals            |
| ATP Masters Series            | ATP Tour Masters 1000 |
| ATP International Series Gold | ATP Tour 500          |
| ATP International Series      | ATP Tour 250          |

| Nr.                  | Datum             | Toernooi      | Ondergrond    | Tegenstander in finale | Score             | Details |
| -------------------- | ----------------- | ------------- | ------------- | ---------------------- | ----------------- | ------- |
| Gewonnen challengers |                   |               |               |                        |                   |         |
| 1.                   | 7 augustus 2016   | Chengdu       | Hardcourt     | Ruben Ramirez Hidalgo  | 6–4, 6–2          |         |
| 2.                   | 10 september 2017 | Zhangjiagang  | Hardcourt     | Zhang Ze               | 6–4, 2–6, 6–4     |         |
| 3.                   | 11 februari 2018  | San Francisco | Hardcourt (i) | Dominik Köpfer         | 6–4, 2–6, 7–6 (5) |         |

### Palmares dubbelspel
| Nr.                  | Datum           | Toernooi | Ondergrond | Partner        | Tegenstanders in finale    | Score            | Details |
| -------------------- | --------------- | -------- | ---------- | -------------- | -------------------------- | ---------------- | ------- |
| Gewonnen challengers |                 |          |            |                |                            |                  |         |
| 1.                   | 31 januari 2016 | Maui     | Hardcourt  | Dennis Novikov | Alex Bolt Frank Moser      | 6–3, 4–6, [10–8] |         |
| 2.                   | 22 mei 2016     | Bangkok  | Hardcourt  | Ti Chen        | Dean O'Brien Ruan Roelofse | 6–4, 3–6, [10–8] |         |

## Resultaten grote toernooien
| Legenda | Legenda                          |
| ------- | -------------------------------- |
| g.t.    | geen toernooi gehouden           |
| l.c.    | lagere categorie                 |
| –       | niet deelgenomen                 |
| G       | uitgeschakeld in de groepsfase   |
| 1R      | uitgeschakeld in de eerste ronde |
| 2R      | uitgeschakeld in de tweede ronde |
| 3R      | uitgeschakeld in de derde ronde  |
| 4R      | uitgeschakeld in de vierde ronde |
| KF      | uitgeschakeld in de kwartfinale  |
| HF      | uitgeschakeld in de halve finale |
| F       | de finale verloren               |
| W       | het toernooi gewonnen            |
| w-v     | winst/verlies-balans             |

### Enkelspel
| grandslamtoernooien  |      |      |
| Australian Open      | –    | –    |
| Roland Garros        | –    | 1R   |
| Wimbledon            | 1R   | g.t. |
| US Open              | –    | 1R   |
| olympisch            |      |      |
| Olympische Spelen    | g.t. | g.t. |
| statistieken         |      |      |
| totaal aantal titels | 0    | 0    |
| eindejaarsranking    | 121  | 132  |